# Australischer Baumwaran
Der Australische Baumwaran (Varanus keithhornei) ist eine Art der Warane, die endemisch in Nordostaustralien ist.
Sie wird zu der Untergattung Euprepiosaurus gezählt, wo sie die einzige Art der V. prasinus-Gruppe auf dem australischen Festland ist. Die Erstbeschreibung dieser Art erfolgte durch Wells & Wellington, 1985.

## Körperbau, Aussehen
Der Australische Baumwaran kann ausgewachsen eine Gesamtkörperlänge von bis zu 75 cm erreichen. Vom Habitus ähnelt der Australische Baumwaran stark den anderen Vertretern der Prasinus-Gruppe. Zu den anderen Arten bestehen jedoch Unterschiede bei den Schuppenmerkmalen. Dieses äußerliche Merkmal sorgte für den Art-Status von Varanus keithhornei. Die Grundfärbung der Schuppen auf der Oberseite ist mattschwarz. Die Kopfschuppen sind relativ groß und glatt. Manche Scutum oculare sind vergrößert, aber weisen kaum Unterschiede zu den Interocularia auf. Das nach oben und außen gerichtete Nasenloch befindet sich näher zur Schnauzenspitze als zum Auge. Um die Körpermitte sind 75-90 Schuppenreihen angeordnet. Der Schwanz ist seitlich ein wenig zusammengedrückt, ohne dass ein sichtbarer Kiel vorhanden ist. Einen leichten Kiel haben jedoch die Schwanzschuppen, welche in regelmäßigen Ringen angeordnet sind.

## Verbreitung
Die Verbreitung des Australischen Baumwarans beschränkt sich auf ein kleines Gebiet in der Iron Range und der McIlwraith Range auf der Kap-York-Halbinsel im äußersten Norden Queenslands.
IRWIN 1994  beobachtete 4 Tiere in dem Gebiet der Iron Range. 3 dieser Tiere wurden dabei gefangen, als sie sich vermutlich bei der Nahrungssuche im Laub auf dem Boden aufhielten. Das vierte Tier befand sich auf einem Baum in einer Höhe von 5 Metern.

## Systematik
Die erste Nachweisung dieser Art erfolgte von CZECHURA (1980). Aber erst SPRACKLAND (1991b) hat bei einer taxonomischen Überarbeitung bei der Art eine Verbindung zur Prasinus-Gruppe festgestellt. Der Australische Baumwaran ist somit der erste und bisher einzige bekannte Vertreter der Prasinus-Gruppe, der auf dem Festland Australiens endemisch ist. Sprackland hatte jedoch übersehen, das WELLS & WELLINGTON (1985) dieser Art schon den wissenschaftlichen Namen V. keithhornei gegeben hatten. Somit gilt der von SPRACKLAND eingeführte Name Varanus teriae als ein Synonym von V. keithhornei. In der englischen Sprache ist Varanus keithhornei unter den Namen canopy goanna, blue-nosed goanna und Nesbit River monitor bekannt.